# Новомихайловское (Калужская область)
Новомихайловское — деревня в сельском поселении «Деревня Кривское» Боровского района Калужской области России.

## География
Расположена на Среднерусской возвышенности, на реке Протва, отделяющая деревню от села Совхоз Боровский, возле городов  Обнинск, Боровск и Малоярославец.
Климат
Находится в континентальной области умеренного пояса, с холодными и снежными зимами и тёплым, влажным летом. Средняя температура января составляет около −9 °C, а июля — около +18 °C. Весна прохладная, средняя температура марта приблизительно −3 °C, апреля +5,5 °C, а мая +12,3 °C. Осень умеренно-прохладная, в сентябре средняя температура +11 °C, в октябре +5 °C, а в ноябре −1,5 °C. Среднегодовая относительная влажность воздуха составляет около 76—78 %.

## История
В октябре 1941 года деревня Ново-Михайловское Боровского района была оккупирована фашистами. 

## Население
| 2002 | 2010 |
| ---- | ---- |
| 33   | ↘8   |

## Известные жители
14-летний Ваня Андриянов (Иван Фёдорович Андрианов) отличился в борьбе против фашистских оккупантов родной деревни в декабре 1941 года , награждён орденом Красной Звезды.